# Eshtaol
Eshtaol (en hébreu: אשתאול) est un moshav dans le centre de Israël. Il appartient au conseil régional de Mateh Yehuda.
La communauté a été fondée en 1949. Les fondateurs étaient des immigrants en Israël à partir de Yémen qui y sont installés dès la fin de la guerre d'indépendance d'Israël.
Le moshav a été créé dans le cadre du programme de Jérusalem, couloir à peupler Israël, après sa guerre d'indépendance, afin de créer un bloc contigu de l'habitation entre la plaine côtière et de Jérusalem, qui se trouve dans les montagnes.
Le premier groupe de colons est arrivé en décembre 1949. Ils étaient presque tous les immigrants en Israël du Yémen, et ils ont travaillé dans les forêts pour le KKL. Plus tard, le "mixte" a aidé le peuple établir un poulailler et d'autres l'agriculture.